# 電視特別節目
電視特別節目是當電視台遇到突發重大新聞、重大活動或為了慶祝特定節日時突然插播的电视节目，而電視特別節目播出時，原本的時段本來計劃播放的是连续剧或其他定期播放的電視節目。電視特別節目類型多種多樣，現場直播、紀錄片、动画、电影、短篇電影、劇情長片、迷你剧集、電視馬拉松都可以成為電視特別節目。 